# 懷茨維爾 (密蘇里州)
懷茨維爾（英語：Whitesville）是位於美國密蘇里州安德魯縣的非建制地區。

## 歷史
懷茨維爾的郵局於1850年設立，其後於1953年停運。

## 地理
懷茨維爾所處的海拔為高於海平面291米（即955英呎），而該地所採用的時區為UTC-6，即北美中部時區（CST）。同時該地設有夏令時間，為UTC-6調快一小時，即UTC-5（CDT）。